# Raymondia intermedia
Raymondia intermedia är en tvåvingeart som beskrevs av Jobling 1936. Raymondia intermedia ingår i släktet Raymondia och familjen lusflugor.
Artens utbredningsområde är Kongo. Inga underarter finns listade i Catalogue of Life.